# CA River Plate
Club Atlético River Plate is een Argentijnse voetbalclub uit de hoofdstad Buenos Aires en wordt beschouwd als een van de Grote Vijf van Argentinië.
De club is opgericht in 1901. Het thuisstadion is El Monumental, waar ook de wedstrijden van de nationale ploeg worden gespeeld. De club is vernoemd naar de Engelse naam voor de Río de la Plata, de grote rivier van Buenos Aires. Aartsrivaal van River Plate is Boca Juniors. De wedstrijd tussen beide clubs, aangeduid met de term Superclásico, is een van de meest beladen duels ter wereld. In 2011 degradeerde de club voor het eerst, maar kon na één seizoen terugkeren.

## Geschiedenis

### Amateurtijdperk

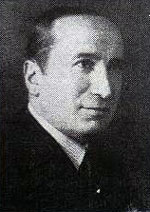
Leopoldo Bard, oprichter en eerste voorzitter.

De club werd op 25 mei 1901 opgericht, dicht in de buurt van de wijk La Boca, waar later de aartsrivaal Boca Juniors zijn thuishaven zou vinden. De club kwam tot stand na een fusie van de clubs Santa Rosa en La Rosales. Leopoldo Bard, een van de oprichters, werd tot eerste voorzitter verkozen. De naam werd gekozen nadat een lid Britse dokwerkers in de haven had gezien die hun werk lieten liggen om te voetballen. Er stond een bord met The River Plate, de Engelse naam voor de rivier Río de la Plata, waarop besloten werd om de club deze naam te geven. In 1905 sloot de club zich aan bij de Argentijnse voetbalbond en startte in de derde divisie tegen Facultad de Medicina. Hoewel de club een van de grootste nederlagen uit de geschiedenis om de oren kreeg (1-10 tegen Gimnasia y Esgrima de La Plata) konden ze toch de titel binnenhalen en promoveren naar de tweede divisie.

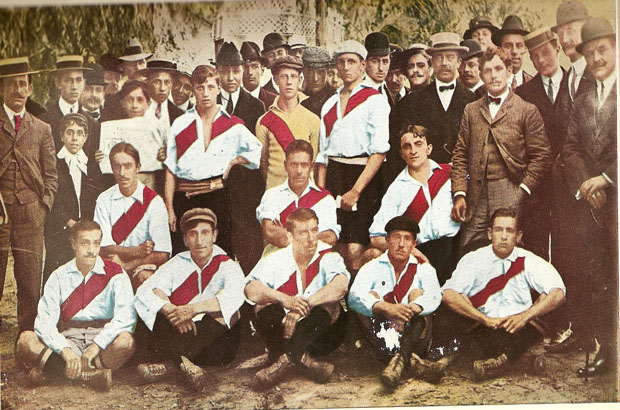
Team dat de promotie afdwong in 1908.

De volgende drie jaar bracht de club in deze klasse door. Op 13 december 1908 won de club tegen Racing Club de strijd om promotie met 2-1, maar omdat de supporters het veld bestormden en mee gingen vieren met de spelers werd de wedstrijd ongeldig verklaard. De wedstrijd werd opnieuw gespeeld en nu won River Plate met 7-0 en gaf zo nog meer glans aan de promotie naar de Primera División.
De club debuteerde op 2 mei 1909 in de hoogste klasse tegen Argentino de Quilmes. De club kon thuis met 1-0 winnen tegen Alumni, die dat seizoen voor de achtste keer landskampioen werd. Tegen Belgrano Athletic verloor de club dan weer met 1-10, maar aan het einde van het seizoen stond de club op een knappe tweede plaats, weliswaar met grote achterstand op kampioen Alumni.

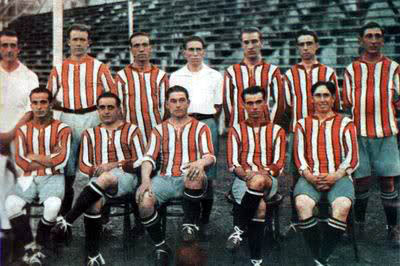
Team dat in 1920 het enige amateurkampioenschap kon winnen.

De volgende seizoenen kon de club geen potten breken. Vanaf 1915 ging het gestaag beter met de club. De volgende vijf seizoenen eindigde de club telkens tweede of derde en in 1920 volgde eindelijk de titel. In deze periode waren er door een splitsing van de bond wel twee kampioenschappen. De volgende twee seizoenen werd de club vicekampioen. In 1923 verhuisde de club naar Palermo. Na nog twee plaatsen in de subtop eindigde de club in 1925 slechts zeventiende. De volgende jaren eindigde de club telkens een paar plaatsen hoger en in 1929 werd de club derde. Deze plaats werd ook een jaar later behaald in het laatste amateurseizoen.

### Proftijdperk

#### Gouden tijdperk

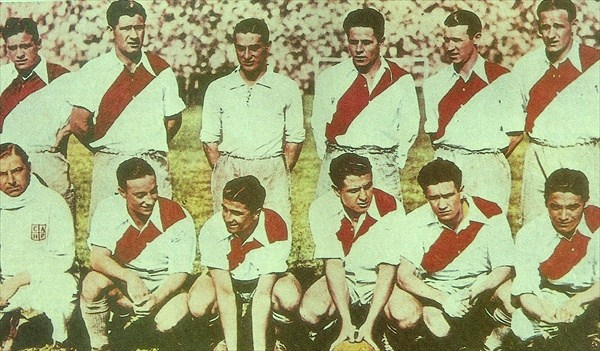
Team dat de proftitel won in 1932.

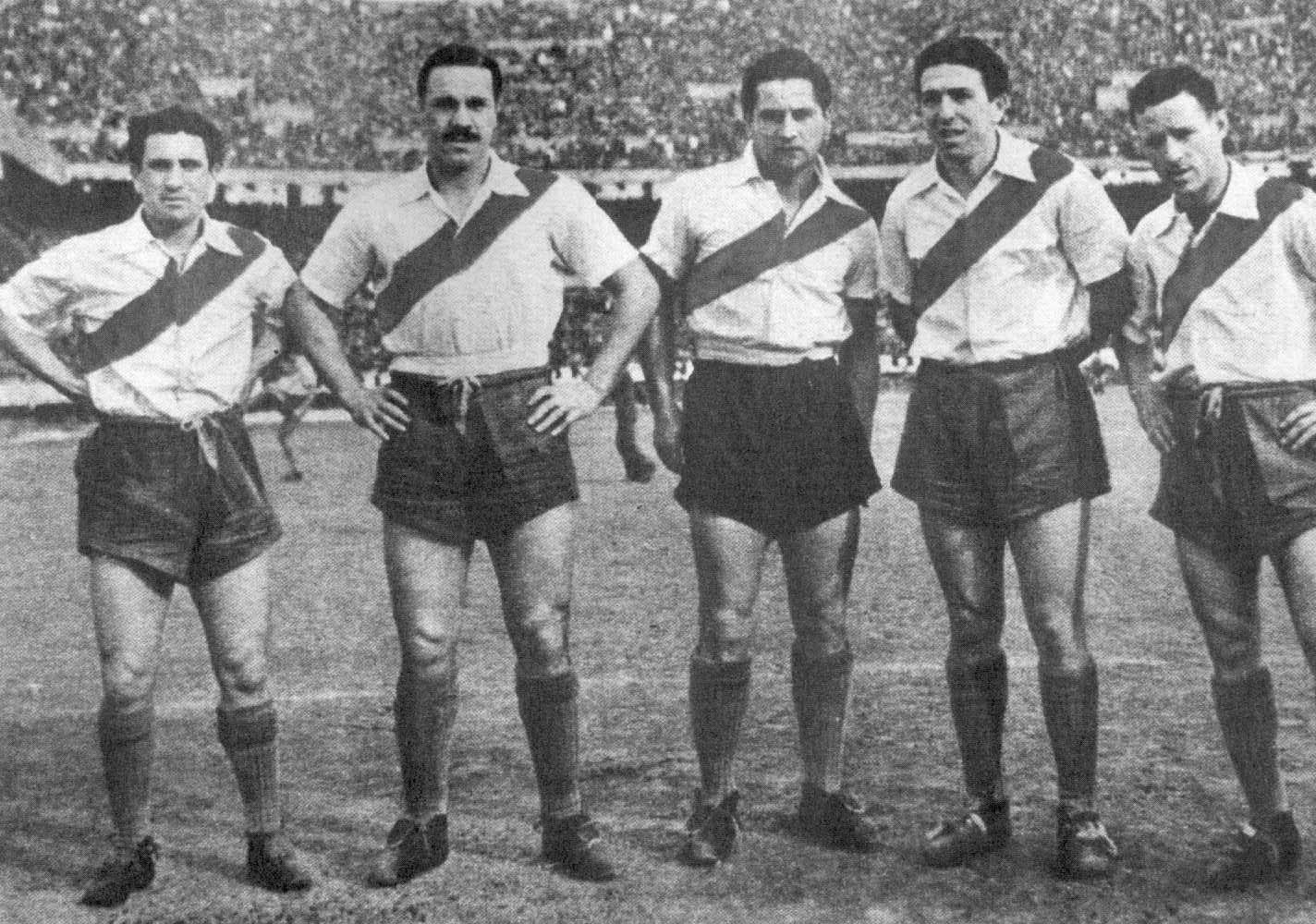
Deel van het beroemde team met de bijnaam La Maquina in de jaren 40.

In 1931 werd het professionalisme ingevoerd in Argentinië. De amateurcompetitie zoals voorheen bleef nog tot 1934 bestaan, maar 18 clubs kozen voor het profbestaan in de nieuwe competitie waaronder ook River Plate. De club kocht Carlos Peucelle over van Sportivo Buenos Aires in 1931 voor 10.000 dollar en een jaar later Bernabé Ferreyra van CA Tigre voor 35.000 dollar. In deze tijd waren dit hoge bedragen, wat hen de bijnaam Los Millonarios (de miljonairs) opleverde. Het transferbedrag voor Ferreyra zou twintig jaar lang een recordbedrag blijven. Nadat rivaal Boca Juniors de eerste titel op zijn naam wist te schrijven, kon River Plate het jaar erop de titel pakken, al ging dat niet zonder slag of stoot. Independiente had namelijk evenveel punten, maar scoorde twaalf keer minder. In een play-off kon River Plate met 3-0 winnen. Ferreyra scoorde dat seizoen 43 keer en was topschutter van heel Zuid-Amerika.
Na drie plaatsen in de subtop kon de club opnieuw de titel binnen in 1936. Een jaar later ging het weer tussen River Plate en Independiente om de titel. Independiente had met Arsenio Erico ook een topschutter in dienst. Hij scoorde 47 keer dat seizoen, terwijl de topschutter van River Plate, José Manuel Moreno, 32 keer de netten liet trillen. Echter scoorden beide clubs 106 keer dat jaar en slaagde River Plate er in om zes punten meer te halen dan Independiente. Andere memorabele spelers uit dit tijdperk waren Adolfo Pedernera, Renato Cesarini en José María Minella. Het volgende seizoen eindigde Independiente eerste met twee punten voor River Plate. Dat jaar werd ook het nieuwe stadion, Monumental, in gebruik genomen. Het stadion ligt op grondgebied van het stadsdeel Belgrano, maar toch identificeert de club zich met het stadsdeel Núñez.

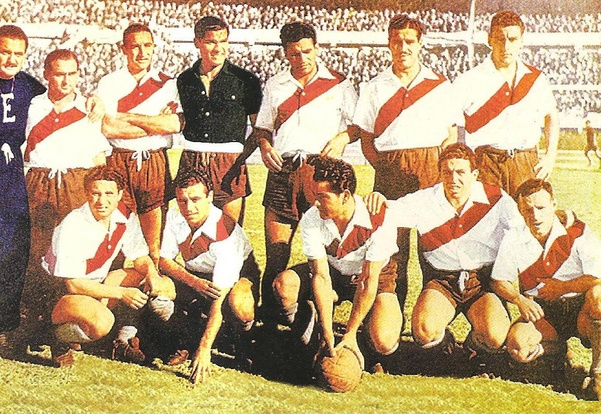
Team dat in 1945 de titel won.

De jaren veertig worden gekenmerk als een van de beste tijdperken uit de clubgeschiedenis. In 1941 en 1942 pakte de club de titel. Ze hadden een aanval die La Máquina werd genoemd. De aanvallers Juan Carlos Muñoz, José Manuel Moreno, Adolfo Pedernera, Ángel Labruna en Félix Loustau speelden allen minstens tien jaar voor de club. Hoewel deze vijf slechts achttien wedstrijden samenspeelden, werd deze aanvalslinie legendarisch. Aartsrivaal Boca won de twee daaropvolgende titels met respectievelijk één en twee punten voorsprong op River Plate. Morena had de club inmiddels verlaten, maar met Néstor Rossi kreeg de club een nieuw toptalent en dat resulteerde meteen in een nieuwe titel.
Twee jaar later won de club de vierde titel van het decennium. Sterspelers dat seizoen waren doelman Amadeo Carrizo en Alfredo Di Stéfano, die dat seizoen topscorer werd. Na een voetballersstaking in 1948 verkasten een aantal spelers naar Colombia, waaronder Rossi en Di Stéfano. Desalniettemin werd River Plate twee keer op rij vicekampioen. Na een vierde en een derde plaats werd de club in 1952 opnieuw kampioen. Het jaar erop werd de titel verlengd. Belangrijkste spelers waren de reeds eerder vernoemde Labruna, Loustau en Carrizo, maar ook Walter Gómez, Santiago Vernazza en Eliseo Prado. Na een jaar onderbreking begon de club aan een heus huzarenstuk. Met de terugkeer van Rossi en de komst van Federico Vairo en Omar Sívori begon de club aan een reeks van drie titels op rij, waarvan twee keer met een grote voorsprong op de nummer twee.
Na de Copa América 1957 werd sterspeler Sívori voor tien miljoen pesos gekocht door Juventus. Met dit geld werden de tribunes van het stadion verder afgemaakt. Na deze zegereeks van de club werd de ster tanende. De drie titels werden gevolgd door een vijfde plaats en in 1959 beëindigde Labruna zijn carrière op 41-jarige leeftijd. Hij is nog steeds de topschutter van de Argentijnse competitie, samen met Arsenio Erico.

#### Decennium zonder titel
Tijdens de jaren zestig kon de club geen enkele titel winnen. Toch bulkte de club van het talent met spelers als Ermindo Onega, José Ramos Delgado, Luis Artime, Vladislao Cap en Oscar Más. Tot 1966 eindigde de club steevast op de tweede of derde plaats en greep zo telkens langs de hoofdprijs. De club nam in 1966 voor het eerst deel aan de Copa Libertadores en werd groepswinnaar voor aartsrivaal Boca. In de tweede groepsfase liet het Boca, Independiente en Club Guaraní achter zich. De finale werd gespeeld tegen CA Peñarol. Na een 2-0 nederlaag kon de club thuis met 3-2 winnen. Er kwam een derde wedstrijd op neutrale bodem die Peñarol kon winnen. River Plate kwam nochtans 2-0 voor in de eerste helft, maar liet Peñarol terugkomen tot 2-2. In de verlengingen scoorde de Uruguayaanse club nog twee keer. De prestaties van het team in deze wedstrijd leverden de pejoratieve bijnaam Gallinas (kippen) op. Deze benaming wordt door rivaliserende supporters nog steeds gegeven aan de spelers van River Plate.
In 1967 werd de competitie geherstructureerd in Argentinië. Er kwamen twee kampioenschappen met een verschillend aantal deelnemers, de Nacional en de Metropolitano. De club kwam dicht bij het winnen van de Nacional van 1968, maar moest de titel aan Vélez Sarsfield laten. De jaren zestig werden afgesloten met twee nieuwe vicetitels. In de Copa Libertadores 1970 bereikte de club de halve finale.

#### Terugkeer naar het succes en internationale faam
Ook de jaren zeventig waren niet meteen een succes met enkele plaatsen in de subtop. In 1975 werd de legendarische speler Ángel Labruna trainer van de club en hij leidde met twee titels in één seizoen de club naar een eerste trofee in achttien jaar. Enkele belangrijke spelers waren Ubaldo Fillol, Roberto Perfumo, Daniel Passarella, Juan José López, Reinaldo Merlo, Norberto Alonso, Carlos Morete en Oscar Más.
Op de Copa Libertadores 1976 bereikte de club de finale tegen Cruzeiro. Na een zware nederlaag in Belo Horizonte won de club thuis en verloor dan de beslissende wedstrijd op neutrale bodem met 3-2. In 1977 later won de club de Metropolitano met versterkingen als Leopoldo Luque en Oscar Alberto Ortiz. Het WK 1978 dat in Argentinië georganiseerd werd leverde River Plate vijf spelers: Fillol, Luque, Passarella, Ortiz en Alonso. Argentinië zou hier de eerste wereldtitel binnen halen. In 1979 werd de club opnieuw kampioen van zowel de Metropolitano als de Nacional en in 1980 van de Metropolitano. In de Copa Libertadores werd de club telkens vroegtijdig uitgeschakeld.
In 1981 nam Alfredo Di Stéfano het roer over van Labruna en won Nacional met de club. Rivaal Boca haalde met Diego Maradona een toekomstige superster in huis en River Plate haalde Mario Kempes, Julio Olarticoechea en Américo Gallego binnen. In 1982 verlieten enkele spelers de club, legende Alonso vertrok naar Vélez Sarsfield na onenigheden met Di Stéfano en Kempes keerde terug naar Valencia CF. Ramón Díaz vertrok naar SSC Napoli en Daniel Passarella naar Fiorentina. De Uruguayaan Enzo Francéscoli werd wel aangetrokken als de nieuwe spelmaker maar na al een teleurstellende 1982 volgde een bijzonder slecht 1983 waarin de club in de Metropolitano achttiende werd op negentien clubs. Voorheen moesten de laatste twee degraderen maar door een competitiehervorming werd nu gekeken naar resultaten over meerdere jaren waardoor River Plate in extremis gered werd, hierdoor kreeg andere topclub Racing wel zijn eerste degradatie in de geschiedenis voorgeschoteld.
In 1984 werd Héctor Veira de nieuwe trainer en hij leidde River Plate naar de finale om de Nacional tegen Ferro Carril Oeste, maar verloor deze. Vanaf 1985 werd volgens Europees model gespeeld van de zomer tot de lente van het volgende jaar. River Plate werd de eerste kampioen van dit model met tienpunten voorsprong op Newell's Old Boys en Deportivo Español. De club schitterde ook in de Copa Libertadores 1986. De club werd twee keer groepswinnaar en ging zo naar de derde clubfinale. Tegen América de Cali kon de club eindelijk de trofee mee huiswaarts nemen. In de intercontinentale beker kon de club Steaua Boekarest verslaan en mocht zich dus zo de beste club ter wereld noemen. Dit alles werd slechts gevolgd door een tiende plaats in de competitie. De club won dat jaar wel de Copa Interamericana tegen het Costa Ricaanse LD Alajuelense. De jaren tachtig werden vrij middelmatig afgesloten ondanks goede spelers als Ángel Comizzo, Omar Palma, Claudio Borghi, Abel Balbo, Jorge da Silva en Daniel Passarella, die teruggekeerd was.
Na één seizoen ging Passarella met pensioen als speler en begon meteen als trainer bij River Plate. De club won meteen de titel en bereikte in de Copa Libertadores 1990 de halve finale, die ze verloor van het Ecuadoraanse Barcelona SC. Vanaf 1990 werd het Apertura-Clausura-systeem ingevoerd met opnieuw twee kampioenschappen per seizoen. River won de Apertura van 1991, 1993 en 1994. Nadat de club enkele keren vroegtijdig uitgeschakeld werd in de Copa Libertadores, kon ze in 1995 nog eens de halve finale bereiken, waar ze uitgeschakeld werd door Atlético Nacional. 1996 werd een superjaar voor de club. Ze won de Apertura en bereikte opnieuw de finale van de Copa Libertadores, waar ze opnieuw América de Cali trof net zoals tien jaar geleden. América won thuis, maar in Buenos Aires kon Hernán Crespo twee keer scoren waardoor de titel voor de tweede keer gewonnen werd. De intercontinentale beker werd wel verloren tegen Juventus FC. Nadat ook de Apertura en Clausura in 1997 gewonnen werden, was de club voor het eerst drie keer op rij kampioen geworden in dit systeem. In de Copa Libertadores werd de club in de achtste finale uitgeschakeld, maar wel werd de Supercopa Sudamericana gewonnen tegen São Paulo FC, dankzij opperbeste prestaties van Marcelo Salas en Marcelo Gallardo. Met sterren als Francéscoli, Salas, Julio Ricardo Cruz, Ariel Ortega, Marcelo Gallardo, Juan Pablo Sorín, Germán Burgos, Celso Ayala, Matías Almeyda, Sergio Berti en Santiago Solari wordt het elftal van 1996/97 als een van de beste in de Zuid-Amerikaanse geschiedenis gezien.
In 1998 debuteerde Javier Saviola op 16-jarige leeftijd voor de club, hij is de jongste speler die begon bij River Plate. In de Copa Libertadores 1998 verloor de club in de halve finale van Vasco da Gama. In 1999 won de club met de Apertura, de laatste titel onder coach Ramon Diáz en met Saviola als topschutter. Pablo Aimar was dit seizoen ook een belangrijke speler. In de Copa Libertadores 1999 werd opnieuw de finale bereikt, nu verloor de club van SE Palmeiras. In het sportmagazine El Gráfico werd River Plate uitgeroepen tot kampioen van de eeuw. Met 28 titels die eeuw liet het Boca (19) en Independiente (13) ver achter zich. Nadat de club de Clausura van 2000 nog won moesten ze drie keer op rij genoegen nemen met de tweede plaats totdat ook de Clausura van 2002 gewonnen werd. Ramon Diáz werd teruggehaald voor de Clausura en hij gaf de kans aan jeugdige spelers als Andrés D'Alessandro en Fernando Cavenaghi. Diáz verliet de club echter weer aan het einde van dat jaar na onenigheden met de voorzitter.

#### Ups en downs
River won de Clausura van 2003 en 2004. Na vier jaar op rij uitgeschakeld te zijn in de achtste of kwartfinale van de Copa Libertadores bereikte de club in Copa Libertadores 2004 nog eens de halve finale, uitgerekend tegen rivaal Boca dat na penalty's naar de finale ging. Nadat Argentinië in 2004 zowel de Copa América wonnen als goud op de Olympische Spelen verkocht de club enkele spelers zoals Fernando Cavenaghi, Lucho González, Javier Mascherano, Marcelo Salas en Maximiliano López. In de Copa Libertadores 2005 werd opnieuw de halve finale verloren, nu van São Paulo FC. Een jaar later werd de club een ronde eerder uitgeschakeld door Club Libertad en in 2007 overleefden ze niet eens de groepsfase en in 2008 gingen ze er in de tweede ronde uit. In 2008 werd Diego Simeone trainer van de club. Hij leidde de club naar de eerste titel in vier jaar, maar verliet de club nog datzelfde jaar. 2009 was een rampjaar voor de club. In de Copa Libertadores werd de groepsfase niet overleefd en in de competitie werd de club voor het eerst in de geschiedenis laatste. In de Clausura werd de club wel weer achtste.
De resultaten bleven echter middelmatig en degradatie werd bepaald over resultaten van drie seizoenen. River eindigde zo op een 17de plaats op 20. River Plate moest een play-off spelen tegen CA Belgrano. Belgrano won de thuiswedstrijd met 2-0 en de terugwedstrijd werd 1-1. In de nacht van 26 op 27 juni 2011 raakten minstens 70 mensen gewond en werden er 50 mensen gearresteerd bij rellen rond het stadion van de voetbalclub, nadat de degradatie bekend werd. Fernando Cavenaghi en Alejandro Domínguez keerden terug naar de club om in de tweede klasse te spelen en op de helft van het seizoen kwamen ook David Trezeguet en Leonardo Ponzio. De club werd kampioen in de tweede klasse en een week later won het reserveteam de Copa Libertadores onder 20 jaar tegen Defensor. Ramon Diáz nam in 2012 voor de derde keer het roer over bij River Plate.
De Apertura en Clausura werden vervangen door Torneo Inicial en Torneo Final. Na een plaats in de middenmoot werd de club vicekampioen van de Final in 2013. Bij het Torneo Inicial in 2013 werd de club dan weer 17de.

## Erelijst
Nationaal
- Primera División (37): 1920, 1932, 1936, 1936-Oro, 1937, 1941, 1942, 1945, 1947, 1952, 1953, 1955, 1956, 1957, 1975-Metropolitano, 1975-Nacional, 1977-Metropolitano, 1979-Metropolitano, 1979-Nacional, 1980-Metropolitano, 1981-Nacional, 1985/86, 1989/90, 1991-Apertura, 1993-Apertura, 1994-Apertura, 1996-Apertura, 1997-Clausura, 1997-Apertura, 1999-Apertura, 2000-Clausura, 2002-Clausura, 2003-Clausura, 2004-Clausura, 2008-Clausura, 2014-Torneo Final, 2021
- Copa Argentina (3): 2016, 2017, 2019
- Supercopa Argentina (2): 2017, 2019
- Copa de Competencia Jockey Club (1): 1914
- Copa de Competencia Liga Argentina (1): 1932
- Copa Ibarguren (4): 1937, 1941, 1942, 1952
- Copa Escobar (1): 1941
- Copa Campeonato (1): 2014
- Trofeo de Campeones de la Liga Profesional (1): 2021
- Primera B Nacional (2): 1908, 2011/12

Internationaal
- CONMEBOL Libertadores (4): 1986, 1996, 2015, 2018
- Copa Interamericana (1): 1987
- Supercopa Sudamericana (1): 1997
- CONMEBOL Sudamericana (1): 2014
- CONMEBOL Recopa (3): 2015, 2016, 2019
- Intercontinental Cup (1): 1986
- Suruga Bank Championship (1): 2015
- Cup Tie Competition (1): 1914
- Copa Dr. Ricardo Aldao (5): 1936, 1937, 1941, 1945, 1947

## Tenue
Evolutie
| 1901–05 | 1905–09 | 1909–32 (1) | 1932–heden |

Speciale tenues
| (2) | 1980 uit (3) | 1985 uit(4) | (5) |

(1) Dit tenue werd gedragen als thuistenue tijdens het amateurtijdperk en werd als uittenue gebruik vanaf het proftijdperk.

(2) Werd enkel gedragen tijdens vier wedstrijden in de clubgeschiedenis: 1969 (tegen Deportivo Morón), 1971 (tegen Gimnasia y Esgrima de La Plata), 1975 (tegen Banfield) en in 2008 (tegen Huracán).

(3) Gastclub Barcelona leende River Plate zijn uittruitjes tijdens de Trofeu Joan Gamper van 1980 in een wedstrijd tegen PSV Eindhoven dat een witte outfit droeg. 

(4) Werd enkel gedragen in 1985.

(5) Gedragen in de seizoenen 1999-00, 2002–03 en 2009–10.

## Bekende (oud-)spelers
- Pablo Aimar
- Lucas Alario
- Andrés D'Alessandro
- Matías Almeyda
- Éder Álvarez Balanta
- Antonio Alzamendi
- Juan Pablo Ángel
- Franco Armani
- Celso Ayala
- Roberto Ayala
- Gabriel Batistuta
- Sergio Berti
- Roberto Bonano
- Claudio Caniggia
- Martín Cardetti
- Fernando Cavenaghi
- Eduardo Coudet
- Hernán Crespo
- Julio Cruz
- Nelson Cuevas
- Alfredo Di Stéfano
- Radamel Falcao
- Osmar Daniel Ferreyra
- Enzo Francescoli
- Marcelo Gallardo
- Lucho González
- Sergio Goycochea
- Gonzalo Higuaín
- Claudio Husaín
- Maximiliano López
- Leopoldo Luque
- Germán Lux
- Oscar Más
- Javier Mascherano
- Lucas Ocampos
- Lucas Orban
- Ariel Ortega
- Daniel Passarella
- Germán Pezzella
- Lucas Pratto
- José Salomón Rondón
- Mauro Rosales
- Oscar Ruggeri
- Francisco Sá
- Marcelo Salas
- Javier Saviola
- Omar Sivori
- Santiago Solari
- Juan Pablo Sorin
- David Trezeguet